# Maison du Commandant Charcot
La maison du Commandant Charcot est une maison d'habitation située au no 53 boulevard du Commandant-Charcot à Neuilly-sur-Seine, dans les Hauts-de-Seine, en France.

## Historique
Construite en 1813, cette maison est notable pour être le lieu de naissance, le 15 juillet 1867, de Jean-Baptiste Charcot, médecin et explorateur des zones polaires français. Il s'agit également de la maison de son père, le clinicien et neurologue Jean-Martin Charcot. Louée, puis achetée en 1883, la maison est agrandie par la famille Charcot dans la décennie. Les façades antérieures et postérieures sont entièrement retravaillées et unifiées à partir d'ouvrages en charpente bois dans un style pittoresque à la façon d'un chalet ou d'une villa néo-normande. Se succèdent ainsi des toits débordants, des larges lucarnes passantes, des bow-windows, les balcons, les loggias, une galerie et une tourelle. Cette recomposition a été conçue par René Simonet, architecte, et a fait l'objet d'une publication dans Le bois Pittoresque de Pierre Chabat. Les toitures ont été restaurées en 2016.
La maison du Commandant Charcot est inscrite aux monuments historiques depuis le 27 mai 1987. Plus précisément, il s'agit de l'atelier, du salon, de la salle à manger, de l'élévation, de la toiture et du décor intérieur.